# Berberis jiulongensis
Berberis jiulongensis là một loài thực vật có hoa trong họ Hoàng mộc. Loài này được T.S. Ying mô tả khoa học đầu tiên năm 1999.